# Llista de codis telefònics
Aquesta és una llista de codis telefònics internacionals ordenats pel nombre. Els números els assigna la Unió Internacional de Telecomunicacions (UIT) en la seva Recomanació E. 164.

Zonificació dels codis telefònics

## Zona 0
Sense assignar

## Zona 1
Àrea del Pla de Numeració Nord-americana (North American Numbering Plan Area, http://www.nanpa.com)
- Estats Units i els seus territoris
- Canadà

Diverses, però no totes, les nacions del Carib:
- Anguilla
- Antigua i Barbuda
- Bahames
- Barbados
- Dominica
- Granada
- Illes Caiman
- Illes Verges Britàniques
- Jamaica
- Montserrat
- República Dominicana
- Saint Kitts i Nevis
- Saint Lucia
- Saint Vincent i les Grenadines
- Trinitat i Tobago
- Illes Turks i Caicos

## Zona 2
Principalment Àfrica
- 20 -- Egipte
- 210 -- reservat per al Marroc
- 211 -- reservat per al Marroc
- 212 -- Marroc
- 213 -- Algèria
- 214 -- reservat per a Algèria
- 215 -- reservat per a Algèria
- 216 -- Tunísia
- 217 -- reservat per a Tunísia
- 218 -- Líbia
- 219 -- reservat per a Líbia
- 220 -- Gàmbia
- 221 -- Senegal
- 222 -- Mauritània
- 223 -- Mali
- 224 -- República de Guinea
- 225 -- Costa d'Ivori
- 226 -- Burkina Faso
- 227 -- Níger
- 228 -- Togo
- 229 -- Benín
- 230 -- Maurici
- 231 -- Libèria
- 232 -- Sierra Leone
- 233 -- Ghana
- 234 -- Nigèria
- 235 -- Txad
- 236 -- República Centreafricana
- 237 -- Camerun
- 238 -- Cap Verd
- 239 -- Sao Tomé i Príncipe
- 240 -- Guinea Equatorial
- 241 -- Gabon
- 242 -- República del Congo (Brazzaville)
- 243 -- República Democràtica del Congo (Kinshasa, conegut abans com a Zaire)
- 244 -- Angola
- 245 -- Guinea Bissau
- 246 -- Diego Garcia
- 247 -- Illa Ascensión
- 248 -- Seychelles
- 249 -- Sudan
- 250 -- Ruanda
- 251 -- Etiòpia
- 252 -- Somàlia
- 253 -- Djibouti
- 254 -- Kenya
- 255 -- Tanzània
- 256 -- Uganda
- 257 -- Burundi
- 258 -- Moçambic
- 259 -- Zanzíbar - no implementat - fa servir 255 Tanzània
- 260 -- Zàmbia
- 261 -- Madagascar
- 262 -- Reunió
- 263 -- Zimbàbue
- 264 -- Namíbia
- 265 -- Malawi
- 266 -- Lesotho
- 267 -- Botswana
- 268 -- Swazilàndia
- 269 -- Comores i Mayotte
- 27 -- Sud-àfrica
- 28x -- no assignat
- 290 -- Santa Helena
- 291 -- Eritrea
- 292 -- no assignat
- 293 -- no assignat
- 294 -- no assignat
- 295 -- en desús (abans San Marino, que ara és +378)
- 296 -- no assignat
- 297 -- Aruba
- 298 -- Illes Fèroe
- 299 -- Groenlàndia

## Zona 3
Europa
- 30 -- Grècia
- 31 -- Països Baixos
- 32 -- Bèlgica
- 33 -- França
- 34 -- Espanya
- 350 -- Gibraltar
- 351 -- Portugal
- 352 -- Luxemburg
- 353 -- Irlanda
- 354 -- Islàndia
- 355 -- Albània
- 356 -- Malta
- 357 -- Xipre
- 358 -- Finlàndia
- 359 -- Bulgària
- 36 -- Hongria
- 37 -- abans Alemanya Oriental
- 371 -- Letònia
- 372 -- Estònia
- 373 -- Moldàvia
- 374 -- Armènia
- 375 -- Belarús
- 376 -- Andorra
- 377 -- Mònaco
- 378 -- San Marino
- 379 -- Vaticà
- 38 -- antiga Iugoslàvia
- 380 -- Ucraïna
- 381 -- Sèrbia
- 382 -- Montenegro
- 383 -- Kosovo (01.01.2015)
- 384 -- no assignat
- 385 -- Croàcia
- 386 -- Eslovènia
- 387 -- Bòsnia i Hercegovina
- 388 -- European Telephony Numbering Space - Europe-wide services
- 389 -- Macedònia del Nord
- 39 -- Itàlia

## Zona 4
Europa
- 40 -- Romania
- 41 -- Suïssa
- 42 -- abans Txecoslovàquia
- 420 -- Txèquia
- 421 -- Eslovàquia
- 422 -- no assignat
- 423 -- Liechtenstein
- 424 -- no assignat
- 425 -- no assignat
- 426 -- no assignat
- 427 -- no assignat
- 428 -- no assignat
- 429 -- no assignat
- 43 -- Àustria
- 44 -- Regne Unit
- 45 -- Dinamarca
- 46 -- Suècia
- 47 -- Noruega
- 48 -- Polònia
- 49 -- Alemanya

## Zona 5
Mèxic, Amèrica Central i Amèrica del Sud, Índies Occidentals
- 500 -- Illes Malvines
- 501 -- Belize
- 502 -- Guatemala
- 503 -- El Salvador
- 504 -- Hondures
- 505 -- Nicaragua
- 506 -- Costa Rica
- 507 -- Panamà
- 508 -- Saint-Pierre i Miquelon
- 509 -- Haití
- 51 -- Perú
- 52 -- Mèxic
- 53 -- Cuba
- 54 -- Argentina
- 55 -- Brasil
- 56 -- Xile
- 57 -- Colòmbia
- 58 -- Veneçuela
- 590 -- Guadeloupe
- 591 -- Bolívia
- 592 -- Guyana
- 593 -- Equador
- 594 -- Guaiana Francesa
- 595 -- Paraguai
- 596 -- Martinica
- 597 -- Surinam
- 598 -- Uruguai
- 599 -- Antilles Holandeses

## Zona 6
Pacífic Sud i Oceania
- 60 -- Malàisia
- 61 -- Austràlia
- 62 -- Indonèsia
- 63 -- Filipines
- 64 -- Nova Zelanda
- 65 -- Singapur
- 66 -- Tailàndia
- 670 -- Timor Oriental - Era Illes Mariana del Nord, que ara són codi 1
- 671 -- abans Guam - ara codi 1
- 672 -- Territoris Externs Australians: Antàrtida, i Illes Christmas, Cocos i Norfolk
- 673 -- Brunei
- 674 -- Nauru
- 675 -- Papua Nova Guinea
- 676 -- Tonga
- 677 -- Salomó
- 678 -- Vanuatu
- 679 -- Fiji
- 680 -- Palau
- 681 -- Wallis i Futuna
- 682 -- Illes Cook
- 683 -- Niue
- 684 -- Samoa Americana
- 685 -- Samoa Occidental
- 686 -- Kiribati (Illes Gilbert)
- 687 -- Nova Caledònia
- 688 -- Tuvalu (Illes Ellice)
- 689 -- Polinèsia Francesa
- 690 -- Tokelau
- 691 -- Estats Federats de Micronèsia
- 692 -- Illes Marshall
- 693 -- no assignat
- 694 -- no assignat
- 695 -- no assignat
- 696 -- no assignat
- 697 -- no assignat
- 698 -- no assignat
- 699 -- no assignat

## Zona 7
Rússia i veïns (antiga URSS)
- 7 -- Rússia, Kazakhstan.

## Zona 8
Àsia oriental i Serveis Especials
- 800 -- serveis telefònics internacionals de franc
- 801 -- no assignat
- 802 -- no assignat
- 803 -- no assignat
- 804 -- no assignat
- 805 -- no assignat
- 806 -- no assignat
- 807 -- no assignat
- 808 -- reservat per a Serveis de Despesa Compartida (SCS)
- 809 -- no assignat
- 81 -- Japó
- 82 -- Corea del Sud
- 83x -- no assignat (reservat per a expandir el codis)
- 84 -- Vietnam
- 850 -- Corea del Nord
- 851 -- no assignat
- 852 -- Hong Kong
- 853 -- Macau
- 854 -- no assignat
- 855 -- Cambodja
- 856 -- Laos
- 857 -- no assignat, antigament utilitzat pel servei ANAC via satèl·lit
- 858 -- no assignat, antigament utilitzat pel servei ANAC via satèl·lit
- 859 -- no assignat
- 86 -- Xina
- 870 -- servei "SNAC" d'Inmarsat
- 871 -- no assignat (antigament utilitzat per Inmarsat, Atlàntic Oriental), finalitzat el 2008
- 872 -- no assignat (antigament utilitzat per Inmarsat, Pacífic), finalitzat el 2008
- 873 -- no assignat (antigament utilitzat per Inmarsat, Índi), finalitzat el 2008
- 874 -- no assignat (antigament utilitzat per Inmarsat, Atlàntic Occidental), finalitzat el 2008
- 875 -- reservat per a serveis de telefonia mòbil marítima
- 876 -- reservat per a serveis de telefonia mòbil marítima
- 877 -- reservat per a serveis de telefonia mòbil marítima
- 878 -- serveis de Universal Personal Telecommunications
- 879 -- reservat per a serveis no comercials a nivell estatal
- 880 -- Bangladesh
- 881 -- sistema global de telefonia mòbil per satèl·lit
- 882 -- xarxes internacionals
- 883 -- xarxes internacionals
- 884 -- no assignat
- 885 -- no assignat
- 886 -- Taiwan
- 887 -- no assignat
- 888 -- telecomunicacions del servei d'Alleujament d'Efectes de Desastres (Oficina de Coordinació d'Afers Humanitaris, OCHA)
- 889 -- no assignat
- 89x -- no assignat (reservat per a expandir el codis)

## Zona 9
Oest i Sud d'Àsia, Orient Mitjà
- 90 -- Turquia
- 91 -- Índia
- 92 -- Pakistan
- 93 -- Afganistan
- 94 -- Sri Lanka
- 95 -- Myanmar
- 960 -- Maldives
- 961 -- Líban
- 962 -- Jordània
- 963 -- Síria
- 964 -- Iraq
- 965 -- Kuwait
- 966 -- Aràbia Saudita
- 967 -- Iemen
- 968 -- Oman
- 969 -- abans República Democràtica del Iemen - ara unificada al 967 Iemen
- 970 -- Palestina
- 971 -- Emirats Àrabs Units
- 972 -- Israel
- 973 -- Bahrain
- 974 -- Qatar
- 975 -- Bhutan
- 976 -- Mongòlia
- 977 -- Nepal
- 978 -- no assignat
- 979 -- International Premium Rate Service
- 98 -- Iran
- 990 -- no assignat
- 991 -- International Telecommunications Public Correspondence Service trial (ITPCS)
- 992 -- Tadjikistan
- 993 -- Turkmenistan
- 994 -- Azerbaidjan
- 995 -- Geòrgia
- 996 -- Kirguizstan
- 997 -- no assignat
- 998 -- Uzbekistan
- 999 -- no assignat